# 花井家住宅

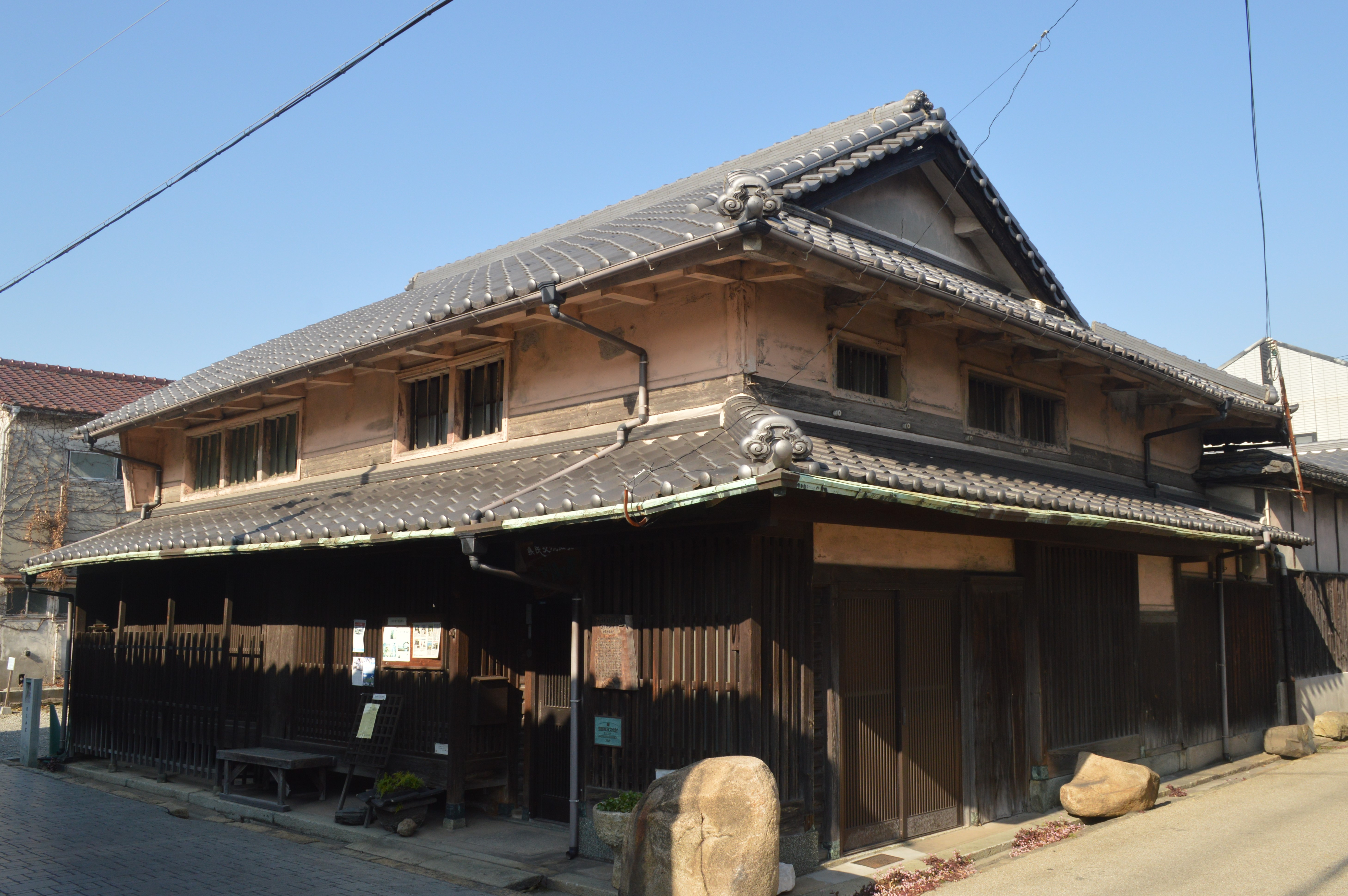
花井家住宅主屋。

花井家住宅（はないけじゅうたく）は、兵庫県高砂市高砂町高瀬町に位置する明治期の住宅家屋。加古川の河口、北堀川の南側に位置する。花井家は、江戸時代から、加古川舟運と瀬戸内航路を結ぶ拠点港であった高砂で、肥料問屋を営んだ。花井家住宅は花井家が生活していた居宅であり、南北に長細い敷地に主屋と蔵が配置されている。
南東角地に東西棟で建つつし二階の町家で、入母屋造の東妻に小屋根を重ね、南東面に下屋を廻らす。南正面に出格子を設け、上階は漆喰で塗り込め、格子窓を並べる。内部は東寄りを通り土間とし、西側に居室を三室ずつ二列配する。比較的間口の広い近代の商家。
古記録によれば、住宅の他にも、堀川沿いに、肥料等を収蔵していた倉庫を数棟所有していた。

## 文化財

### 登録有形文化財
主屋-明治後期に建築
2013年(平成25年)、主屋が国の登録有形文化財に登録された。

### 古民家活用
2010年(平成22年)より、高砂地区まちづくり協議会が運営・活用する県民交流広場の拠点施設として活用されている。

## 花井家の歴史
- 江戸時代-肥料問屋を営む
- 1869年(明治2年)-蔵が建築される
- 明治後期-現主屋が建築される
- 2011年(平成23年)-主屋が改修される。「高砂来て民家」として公開
- 2013年(平成25年)-主屋が国登録有形文化財に登録
- 2016年(平成28年)-蔵が改修される

## 交通
最寄駅：山陽電車高砂駅より南へ徒歩10分